# Marquess of Queensberry

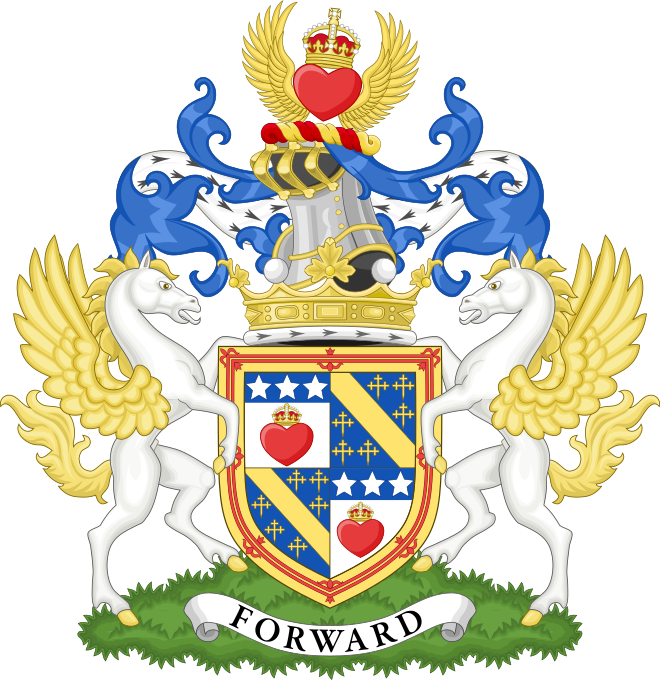
Wappen des Marquess of Queensberry

Marquess of Queensberry ist ein erblicher britischer Adelstitel in der Peerage of Scotland, benannt nach dem Hügel Queensberry im südlichen Schottland.

## Verleihung und Geschichte des Titels
Der Titel wurde am 11. Februar 1682 für den Lord Justice General (Obersten Richter) William Douglas, 3. Earl of Queensberry, geschaffen, zusammen mit den nachgeordneten Titeln Earl of Drumlanrig and Sanquhar, Viscount Nith, Torthorwald and Ross und Lord Douglas of Kilmount, Middlebie and Dornock. Er stammte aus der Linie Douglas of Drumlanrig des Clan Douglas. Sein Großvater war bereits am 1. April 1628 zum Viscount of Drumlanrig und Lord Douglas of Hawick and Tibbers sowie am 13. Juni 1633 zum Earl of Queensberry, Viscount of Drumlanrig und Lord Douglas of Hawick and Tibbers erhoben worden. Sein Vater hatte ihm diese Titel 1671 vererbt. 
Am 3. Februar 1684 wurde der 1. Marquess of Queensberry zudem zum Duke of Queensberry und Marquess of Dumfriesshire erhoben. Diese Titel fielen aufgrund besonderer Erbregelung 1810 in weiblicher Linie an Henry Scott, 3. Duke of Buccleuch. Der 2. Duke of Queensberry wurde am 26. Mai 1708 in der Peerage of Great Britain auch zum Duke of Dover, Marquess of Beverley und Baron Ripon erhoben. Diese Titel erloschen 1778 mit dem Tod des 3. Duke of Queensberry.
Da der älteste Sohn des 2. Dukes of Queensberry geisteskrank war, erbte dieser beim Tod des Vaters lediglich den Titel 3. Marquess of Queensberry, während alle anderen Titel des Vaters an seinen jüngeren Bruder als 3. Duke of Queensberry fielen. Als der 3. Marquess 1715 kinderlos starb, fiel auch dieser Titel an seinen Bruder.
Der spätere 3. Duke of Queensberry wurde bereits am 17. Juni 1706 zum Earl of Solway, Viscount of Tiberris und Lord Douglas of Lockerbie, Dalveen und Thornhill erhoben. Diese Titel erloschen ebenfalls bereits bei seinem Tod 1778.
Die Würde des 6. Marquess of Queensberry und die übrigen Titel fielen 1810 beim Tod des 4. Dukes of Queensberry in männlicher Linie an dessen entfernten Verwandten Charles Douglas, 1. Baron Solway. Dieser hatte am 27. Juni 1786 von seinem Vater den Titel 5. Baronet, of Kelhead in Scotland geerbt, der am 26. Februar 1668 in der Baronetage of Nova Scotia seinem Vorfahren James Douglas, einem Neffen des 2. Earl of Queensberry verliehen worden war. Zudem wurde er am 7. Juni 1833 in der Peerage of the United Kingdom zum Baron Solway, of Kinmount in the County of Dumfries, erhoben. Die Baronetcy ist seit 1810 ein nachgeordneter Titel des jeweiligen Marquess, die Baronie Solway erlosch bereits 1837, als der 6. Marquess kinderlos starb und seine übrigen Titel an seinen Bruder als 7. Marquess fielen.
Der designierte Erbe (Heir apparent) des jeweiligen Marquess führt den Höflichkeitstitel Viscount Drumlanrig, dessen Heir apparent führt keinen Höflichkeitstitel.

## Liste der Titelinhaber

### Earls of Queensberry (1633)
- William Douglas, 1. Earl of Queensberry († 1640)
- James Douglas, 2. Earl of Queensberry († 1671)
- William Douglas, 3. Earl of Queensberry (1637–1695) (1682 zum Marquess of Queensberry erhoben)

### Marquesses of Queensberry (1682)
- William Douglas, 1. Duke of Queensberry, 1. Marquess of Queensberry (1637–1695)
- James Douglas, 2. Duke of Queensberry, 1. Duke of Dover, 2. Marquess of Queensberry (1672–1711)
- James Douglas, 3. Marquess of Queensberry (1697–1715)
- Charles Douglas, 3. Duke of Queensberry, 2. Duke of Dover, 4. Marquess of Queensberry (1698–1778)
- William Douglas, 4. Duke of Queensberry, 5. Marquess of Queensberry (1725–1810)
- Charles Douglas, 6. Marquess of Queensberry (1777–1837)
- John Douglas, 7. Marquess of Queensberry (1779–1856)
- Archibald Douglas, 8. Marquess of Queensberry (1818–1858)
- John Douglas, 9. Marquess of Queensberry (1844–1900)
- Percy Douglas, 10. Marquess of Queensberry (1868–1920)
- Francis Douglas, 11. Marquess of Queensberry (1896–1954)
- David Douglas, 12. Marquess of Queensberry (* 1929)

Titelerbe (Heir apparent) ist der Sohn des jetzigen Marquesses, Sholto Douglas, Viscount of Drumlanrig (* 1967).